# 헤르만 폰 잘차
헤르만 폰 잘차(독일어: Hermann von Salza)는 튜턴 기사단의 초대 총장이다.